# High Beach
High Beach is een gehucht in de civil parish Waltham Abbey in het Engelse graafschap Essex. Het ligt circa 20 km ten noordoosten van Londen in het natuurgebied Epping Forest.
De dorpskerk ligt midden in de bossen en werd in 1873 gebouwd, ter vervanging van een ouder gebouw in het gehucht zelf. Zij staat op de Britse monumentenlijst. In 1928 werd in het dorp de eerste speedwaybaan in het Verenigd Koninkrijk aangelegd, achter een van de plaatselijke pubs.